# Selenat de magnesi
El selenat de magnesi és un compost químic del grup de les sals, constituït per anions selenat {\displaystyle {\ce {SeO4^{2-}}}} i cations magnesi {\displaystyle {\ce {Mg^{2+}}}}, la qual fórmula química és {\displaystyle {\ce {MgSeO4}}}.
El selenat de magnesi es presenta hexahidratat {\displaystyle {\ce {MgSeO4*6H2O}}}. És un sòlid blanc o incolor, amb cristalls que cristal·litzen en el sistema monoclínic. La seva densitat és de 1,928 g/cm³; és soluble en aigua, a 0 °C se'n dissolen 20,2 g en 100 g d'aigua i augmenta amb la temperatura i a 60 °C se'n dissolen 55,52 g en 100 g d'aigua. En escalfar l'hexahidrat va perdent molècules d'aigua formant els hidrats {\displaystyle {\ce {MgSeO4*5H2O}}}, {\displaystyle {\ce {MgSeO4*4H2O}}}, {\displaystyle {\ce {MgSeO4*2H2O}}} i {\displaystyle {\ce {MgSeO4*H2O}}} a 78 °C, 110 °C, 205 °C i 235 °C, respectivament. Aquests hidrats cristal·litzen, per ordre, en el sistemes triclínic, ortoròmbic, monoclínic i ortoròmbic pel compost anhidre. Pot preparar-se per reacció del clorur de magnesi {\displaystyle {\ce {MgCl2}}} amb el selenat de sodi {\displaystyle {\ce {Na2SeO4}}} segons la reacció:
{\displaystyle {\ce {MgCl2(aq) + Na2SeO4(aq) -> MgSeO4(s) + 2NaCl(aq)}}}
És un compost poc emprat de forma industrial.